# Peninos

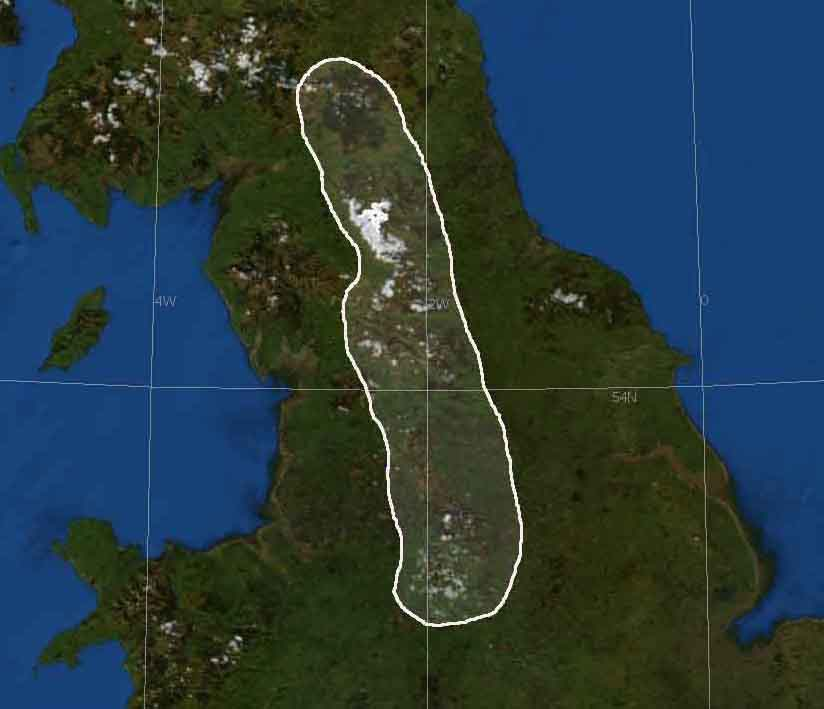
Localización de los Peninos en Gran Bretaña.

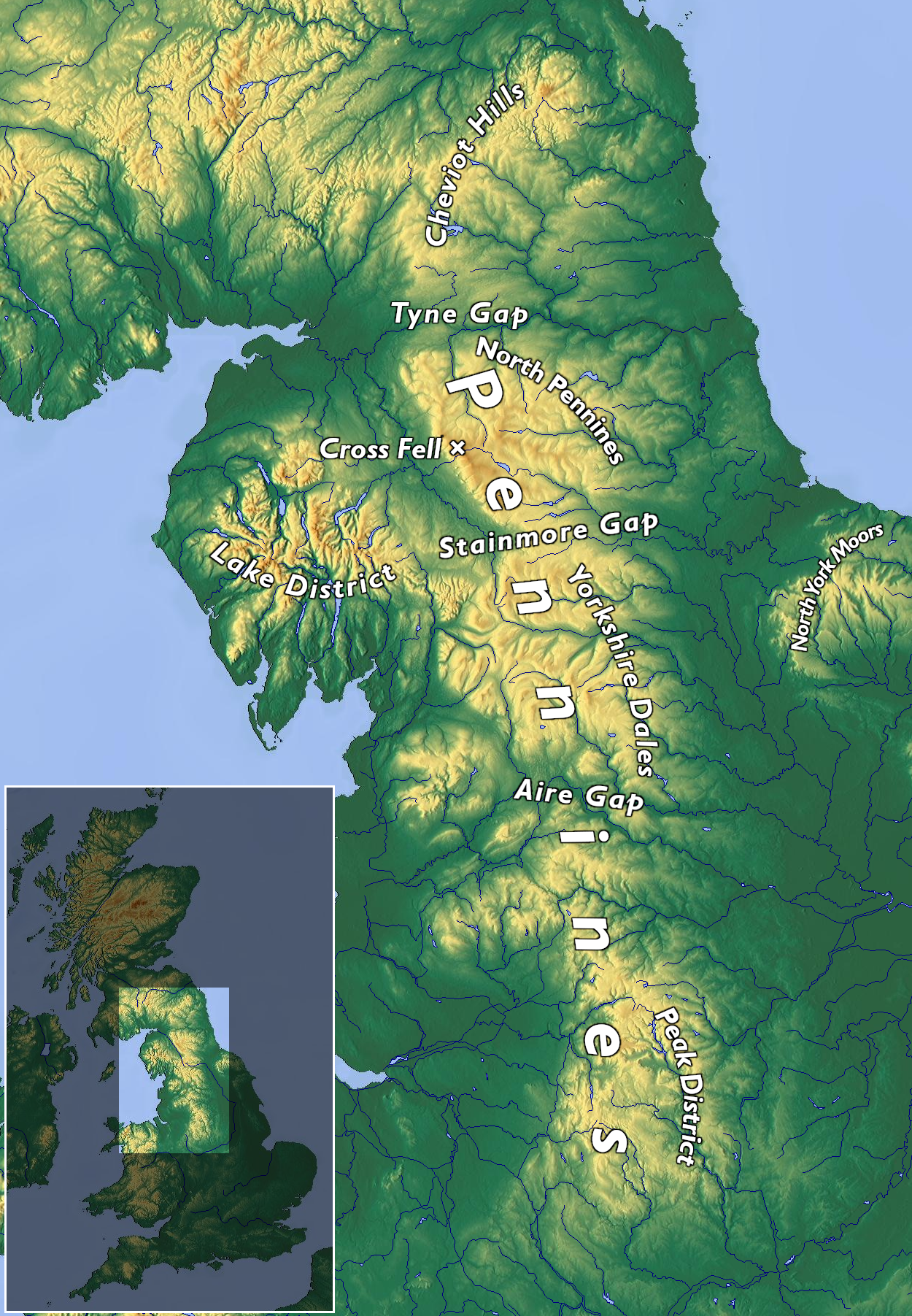
Más detalle del Norte de Inglaterra y áreas adyacentes, mostrando la extensión general de los Peninos

Los Peninos (Pennines en inglés) son una formación montañosa situada entre el sur de Escocia y el norte de Inglaterra. A menudo son llamados "la espina dorsal de Inglaterra".
Los Peninos forman una cadena continua que se prolonga desde los Midlands, por los Valles de Yorkshire, partes de Mánchester, al este de Lancashire y Cumbria, perdiéndose por las Colinas Cheviot, en la frontera escocesa. Su longitud total es aproximadamente de 250 millas, unos 400 kilómetros.

## Etimología
El nombre Pennines (Peninos) se cree que procede del celta pennioroches, cuyo significado sería el de "colinas", aunque la referencia escrita más antigua sobre el nombre data del siglo XVIII. La difusión del nombre se vio influida probablemente por los Apeninos de Italia, que viene dado por un viaje de la nobleza inglesa a Italia (el Grand Tour) en el siglo XVIII.

## Altura y tamaño
Los Peninos no son muy relevantes en cuanto a su altura, y frecuentemente son considerados meras colinas.
El pico más alto, Cross Fell, tiene 893 metros de altura. Otros picos importantes son Mickle Fell, de 788 metros, y Whernside, con 736 metros.

## Clima
| Parámetros climáticos promedio de Great Dun Fell, North Pennines (848 m) 1981–2010 | Parámetros climáticos promedio de Great Dun Fell, North Pennines (848 m) 1981–2010 | Parámetros climáticos promedio de Great Dun Fell, North Pennines (848 m) 1981–2010 | Parámetros climáticos promedio de Great Dun Fell, North Pennines (848 m) 1981–2010 | Parámetros climáticos promedio de Great Dun Fell, North Pennines (848 m) 1981–2010 | Parámetros climáticos promedio de Great Dun Fell, North Pennines (848 m) 1981–2010 | Parámetros climáticos promedio de Great Dun Fell, North Pennines (848 m) 1981–2010 | Parámetros climáticos promedio de Great Dun Fell, North Pennines (848 m) 1981–2010 | Parámetros climáticos promedio de Great Dun Fell, North Pennines (848 m) 1981–2010 | Parámetros climáticos promedio de Great Dun Fell, North Pennines (848 m) 1981–2010 | Parámetros climáticos promedio de Great Dun Fell, North Pennines (848 m) 1981–2010 | Parámetros climáticos promedio de Great Dun Fell, North Pennines (848 m) 1981–2010 | Parámetros climáticos promedio de Great Dun Fell, North Pennines (848 m) 1981–2010 | Parámetros climáticos promedio de Great Dun Fell, North Pennines (848 m) 1981–2010 |
| Mes                                                                                | Ene.                                                                               | Feb.                                                                               | Mar.                                                                               | Abr.                                                                               | May.                                                                               | Jun.                                                                               | Jul.                                                                               | Ago.                                                                               | Sep.                                                                               | Oct.                                                                               | Nov.                                                                               | Dic.                                                                               | Anual                                                                              |
| ---------------------------------------------------------------------------------- | ---------------------------------------------------------------------------------- | ---------------------------------------------------------------------------------- | ---------------------------------------------------------------------------------- | ---------------------------------------------------------------------------------- | ---------------------------------------------------------------------------------- | ---------------------------------------------------------------------------------- | ---------------------------------------------------------------------------------- | ---------------------------------------------------------------------------------- | ---------------------------------------------------------------------------------- | ---------------------------------------------------------------------------------- | ---------------------------------------------------------------------------------- | ---------------------------------------------------------------------------------- | ---------------------------------------------------------------------------------- |
| Temp. máx. media (°C)                                                              | 1.5                                                                                | 0.8                                                                                | 2.2                                                                                | 4.2                                                                                | 7.9                                                                                | 10.5                                                                               | 12.4                                                                               | 12.1                                                                               | 9.7                                                                                | 6.6                                                                                | 3.8                                                                                | 1.9                                                                                | 6.1                                                                                |
| Temp. mín. media (°C)                                                              | -2.6                                                                               | -2.9                                                                               | -1.9                                                                               | -0.4                                                                               | 2.3                                                                                | 5.1                                                                                | 7.3                                                                                | 7.3                                                                                | 5.2                                                                                | 2.6                                                                                | -0.1                                                                               | -2.3                                                                               | 1.6                                                                                |
| Fuente: Met Office                                                                 |                                                                                    |                                                                                    |                                                                                    |                                                                                    |                                                                                    |                                                                                    |                                                                                    |                                                                                    |                                                                                    |                                                                                    |                                                                                    |                                                                                    |                                                                                    |